# ده عبداله (شازند)
روستای ده عبدالله در۶۰ کیلومتری شهرستان شازند، ۵۰ کیلومتری شهر بروجرد و یکی از روستاهای دهستان مالمیر می‌باشد. این روستا از جنوب به روستای اکبرآباد (زاغه) از غرب به روستای تلخستان (در گویش محلی قلاخان) از شمال به روستای گلزرد عبدی و از شرق به روستای حشیان ختم می‌شود.
این روستا به دلیل مهاجرت ساکنانش تقریباً خالی از سکنه است.
البته در سال‌های اخیر بر اثر مهاجرت معکوس، تعدادی از خانواده‌ها یه صورت موقت به این روستا بازگشته‌اند و این روند در حال افزایش است.

این روستا در دهستان مالمیر از بخش سربند از توابع شهرستان شازند قرار دارد. این روستا طبق سرشماری سال ۱۳۸۵ دارای ۵۰ نفر جمعیت بوده است.